# Ozarba nigroviridis
Ozarba nigroviridis là một loài bướm đêm trong họ Noctuidae.